# 花山岩画
花山崖壁画主要分布在桂南左江流域的宁明、龙州、崇左、扶绥、大新等壮族聚居的地区的江河转弯处宽大、平整、垂直的石壁上，是壮族祖先骆越人所画，共79处。其中宁明县明江花山崖壁画规模最大，最为壮观，被称为“自然展览宫”、“壮族文化瑰宝”。
2016年7月，在土耳其伊斯坦堡舉行的第40屆世界遺產大會上，“左江花山岩画文化景观”以符合世界遗产第iii、vi标准，列入世界遺產名錄，成為中國第49處世界遺產，也是广西壮族自治区的第一个世界遗产。花山岩畫填補了中國世界文化遺產中岩畫類遺產的空白。列入世界遺產範圍的共有38幅岩畫，這些岩畫創作於公元前5世紀至公元2世紀之間，是當時存在中國南方的銅鼓文化現存的唯一例證。被列入世界文化遗产的岩画点除全国重点文物保护单位“花山岩画”外尚有自治区级文物保护单位“棉江花山岩画”及其余36处于2014年4月30日经广西壮族自治区人民政府核定的左江岩画自治区文物保护单位。